# Galbenu
Galbenu est une commune roumaine située dans le județ de Brăila.